# Lutterworth
Lutterworth é uma cidade mercado e paróquia civil no distrito de Harborough, no Leicestershire, em Inglaterra. A cidade está localizada no sul do Leicestershire, onze quilómetros a norte de Rugby, no Warwickshire, e 24 quilómetros a sul de Leicester. Nos censos do Reino Unido de 2011, tinha uma população de 9.353, e de 8.293 em 2001.

## História
O nome Lutterworth deriva provavelmente do norueguês antigo "Lutter's Vordig", significando "fazenda de Lutero". Lutterworth é mencionada no Domesday Book de 1086.
A cidade obteve carta de mercado do Rei João em 1214, continuando até os dias de hoje a manter um mercado, realizado a cada quinta-feira. Geralmente há até dez barracas, vendendo uma variedade de itens, desde frutas e legumes até roupas.

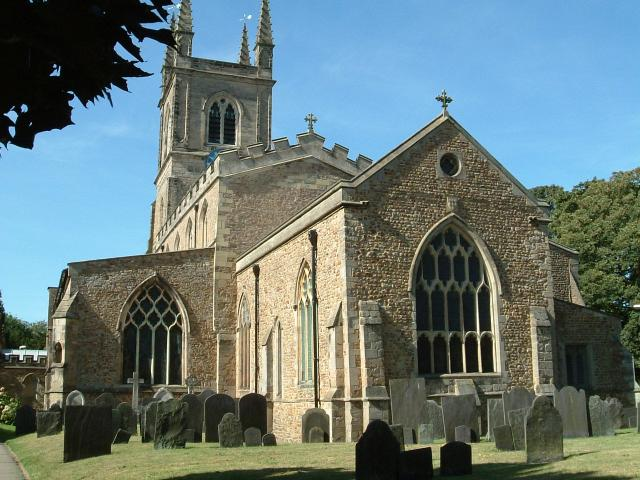
A Igreja Paroquial de Santa Maria, em Lutterworth

Entre 1374 e 1384, o reformador religioso Cónego John Wycliffe foi reitor da igreja paroquial de Santa Maria de Lutterworth, tendo sido este o local que a tradição geralmente aponta onde produziu a primeira tradução da Bíblia do latim para o inglês.
O estadista Irlandês Robert le Poer foi pároco aqui cerca de 1318.
Nos tempos das diligências, Lutterworth foi uma importante paragem da estrada que seguia de Leicester para Oxford e Londres, e muitas antigas pousadas de carruagens ainda existem na cidade. A cidade também contém alguns edifícios históricos em enxaimel, alguns dos quais datando do século XVI.
Três estações ferroviárias tiveram o nome de Lutterworth, embora somente uma se encontrasse realmente na cidade. A primeira foi "Ullesthorpe & Lutterworth", cerca de cinco quilómetros a noroeste, na antiga linha Rugby-Leicester da Midland Railway, posteriormente parte da London, Midland and Scottish Railway (LMS), fechada a 1 de Janeiro de 1962. A segunda foi "Welford & Kilworth", em tempos conhecida como "Welford & Lutterworth", cerca de oito quilómetros a leste na linha de Rugby de Market Harborough e Peterborough da London e North Western Railway, também mais tarde parte da LMS, fechada em 6 de Junho de 1966. A terceira, e única que realmente se encontrava em Lutterworth, pertencia à Great Central Railway, mais tarde parte da London and North Eastern Railway, a última linha principal a ser construída a partir do norte da Inglaterra para Londres, inaugurada a 15 de Março de 1899.

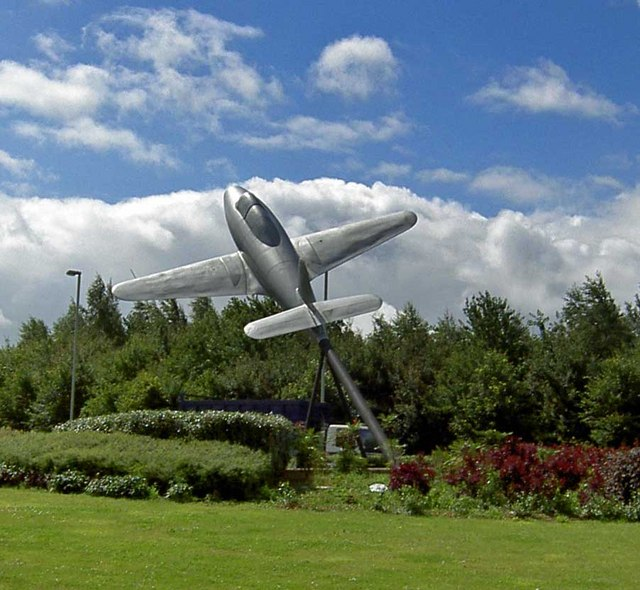
Gloster E.28/39, na rotunda Whittle

### Sir Frank Whittle
Frank Whittle, inventor do motor a jacto, desenvolveu alguns dos primeiros motores a jacto nas instalações da British Thomson-Houston, em Lutterworth, e na vizinha Rugby, durante o final da década de 1930 e ao longo da década seguinte. O motor para o primeiro avião a jacto do Reino Unido, o Gloster E.28/39, foi produzido em Lutterworth. Uma escultura deste avião encontra-se no meio de uma rotunda, logo ao sul da cidade, recordando este acontecimento. A escultura é rodada em ângulos de 90 graus uma vez por mês.
Dois pubs da cidade em tempos tiveram o nome de "Whittle", hoje em dia ambos fechados.

## Edifícios notáveis

### Cavalier Inn

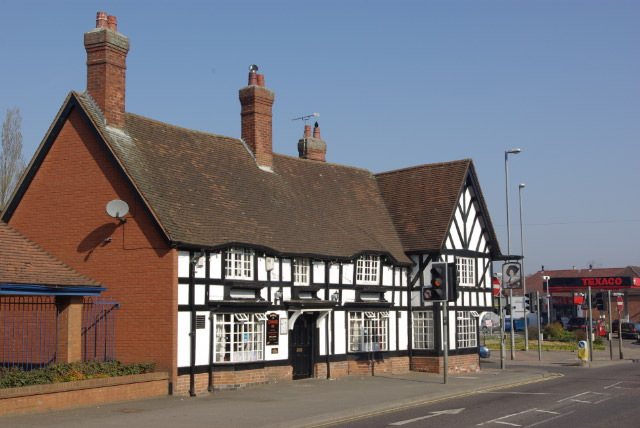
Cavalier Inn, em 2007.

Um dos pontos de referência mais bem conhecidos da cidade é a taberna "Cavalier Inn". O edifício remonta ao século XVII, localizando-se no extremo norte do centro da cidade de Lutterworth, na esquina da George Street com a Leicester Road. Embora tenha sido muito modificado ao longo dos anos, ainda mantém o seu encanto rústico com paredes de granito e tecto baixo com vigas.
Originalmente chamado de "Ram Inn" – aquela parte da George Street era então chamada de Ram Lane – mudou de nome no início da década de 1970, após a instalação ali de uma cervejaria 'make-over', que melhorou bastante o seu interior. Diz-se que a cervejaria não gostava do nome Ram Inn - que soa como o calão para "enfiar" - tendo pudicamente alterado a designação para "Cavalier", inspirado nos relatos de soldados monarquistas feridos que se haviam abrigado em Lutterworth após a Batalha de Naseby, em 1645.
Em Outubro de 2010, o Cavalier Inn fechou, passando o espaço a ser uma loja de venda de lareiras e produtos associados.

### Câmara Municipal de Lutterworth
A Câmara Municipal de Lutterworth  foi projectada pelo arquitecto Joseph Hansom, que obteve a primeira patente de Hansom puxado a cavalos. Este arquitecto projectou também a Câmara Municipal de Birmingham.

### Shambles Inn
Outra das referências do centro da cidade é o telhado de palha e madeira em moldura do edifício conhecido como "Shambles Inn'. Este antigo matadouro e talho é a mais antiga construção de madeira de Lutterworth, remontando ao século XVI. Entre 1791 e 1840, funcionou como pub, sendo depois convertido novamente em residência e talho. Em 1982, foi convertido novamente em pub, com a designação "Shambles Inn".

## Economia local

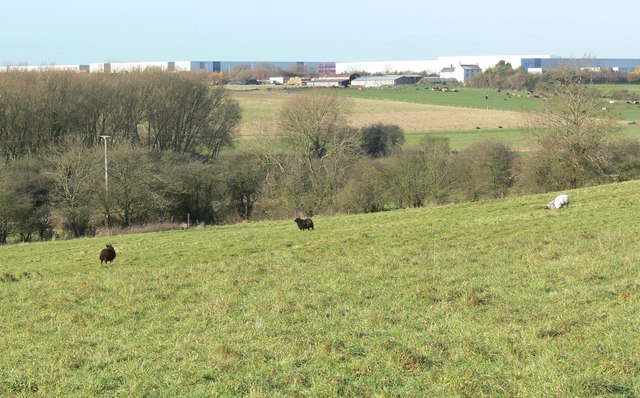
Magna Park, visto de Moorbarns Lane

Cerca de quatro quilómetros a oeste da cidade encontra-se o Magna Park, um importante centro logístico e de distribuição, que é a principal fonte de emprego na área de Lutterworth. Magna Park foi construído no local do antigo aeródromo de Bitteswell. Stanford Hall fica igualmente perto de Lutterworth.
A gestão dos fluxos de tráfego que emanam de Magna Park, e as vizinhas estradas M1 e o trecho da A5, é uma questão controversa na cidade. Cerca de três mil veículos pesados de mercadorias passam pela cidade todos os dias, e os níveis de poluição são relatados como altos.. A Câmara Municipal da cidade criou um grupo de trabalho para tentar resolver as questões que envolvem a proposta de criação de uma Lutterworth Western Relief Road (ou um desvio) após ampla divulgação na imprensa local.
O Resumo do Censo de 2011 indica também um crescimento global de veículos de moradores, que provavelmente contribuem para as preocupações com o tráfego e poluição
Há um supermercado Morrisons (antigamente Safeway) em Bitteswell Road, assim como uma Subway na High Street. Uma Waitrose abriu em 11 de Março de 2010, numa localização anteriormente ocupada por uma Netto.
No conjunto habitacional Greenacres da cidade existia um pub estatal, recentemente designado de "Sir Frank Whittle", e antes disso conhecido como "The Balloon". Este edifício foi vendido pela cervejaria para o Co-Op, que mudou a utilização e a estrutura do local para ser a nova loja Co-Op da cidade. O supermercado Co-op anteriormente localizado na George Street, fechou as portas em Junho de 2014, coincidindo com a abertura da nova loja.
Lutterworth abriga também a sede dos Gideões Internacionais nas Ilhas Britânicas.

## Transporte

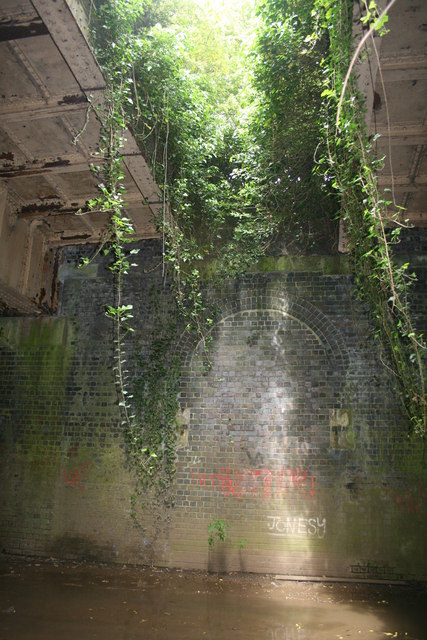
Ruínas da antiga Estação ferroviária de Lutterworth

Lutterworth localiza-se na estrada A426 entre Leicester e Rugby, ao lado da auto-estrada M1 na junção 20. Enncontra-se também a poucos quilómetros de distância da auto-estrada M6 e do trecho da A5. A cidade teve outrora uma estação ferroviária na Great Central Main Line; no entanto, desde o seu encerramento, a estação ferroviária mais próxima encontra-se hoje em Rugby. Um desvio a sul, o A4303, foi inaugurado em 1999, proporcionando uma rota alternativa para o tráfego da M1 para a A5, de modo a evitar o centro de Lutterworth.

## Desporto
A cidade apoia dois clubes de futebol, o Lutterworth Athletic F.C. e Lutterworth Town A.F.C. , ambos jogando na United Counties League.

## Ensino

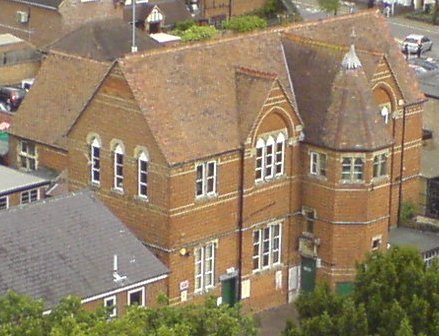
O edifício vitoriano onde esteve instalada a Escola Primária Sherrier até 1983.

### Escolas primárias
Existem duas escolas primárias em Lutterworth: a Escola Primária John Wycliffe, e a Escola Primária Sherrier. Esta última foi inicialmente instalada num edifício vitoriano de Churchgate,  antes de se mudar para uma nova localização na Bitteswell Road em 1983. Sherrier apareceu no programa infantil da BBC Blue Peter a 5 de Fevereiro de 2008.

### Escolas secundárias
As escolas secundárias locais são a Lutterworth High School (para idades entre 11 e 16) em Woodway Road, e Lutterworth College (11-18 anos) em Bitteswell Road, ambas com bons resultados nos exames. Uma nova Studio School chamada Sir Frank Whittle abriu em 2015, para idades entre 14 e 18 anos, oferecendo formações profissionais.

## Cultura popular
Mark Corrigan, da série de televisão Britânica Peep Show descreve uma viagem para Lutterworth, através de transportes públicos, como levando tanto tempo que como viajar para Mordor, uma referência à trilogia do Senhor dos Anéis de Tolkien.
A série de 1973 "me, myself and Nigel Wright" passava-se numa fazenda de criação de avestruzes perto da cidade.